# زمان‌بندی بد
زمان‌بندی بد (انگلیسی: Bad Timing) یک فیلم درام در سبک تریلر روانشناختی به کارگردانی نیکلاس روگ محصول سال ۱۹۸۰ است.

## بازیگران
- آرت گارفانکل
- تریسا راسل
- هاروی کایتل
- دنهلم الیوت
- دنیل ماسی
- دانا گیلیسپی
- ویلیام هوتکینز